# 陈金虎
陈金虎（1967年12月—），男，汉族，江苏句容市人，研究生文化，硕士学位。中华人民共和国政治人物。

## 生平
曾任常州市长、中共常州市党委书记。
2025年02月17日，中共江蘇省紀委監委通報稱，常州市委書記陳金虎涉嫌嚴重違紀違法，目前正接受江蘇省紀委監委紀律審查和監察調查。